# 니콜라이 폴리카르포프

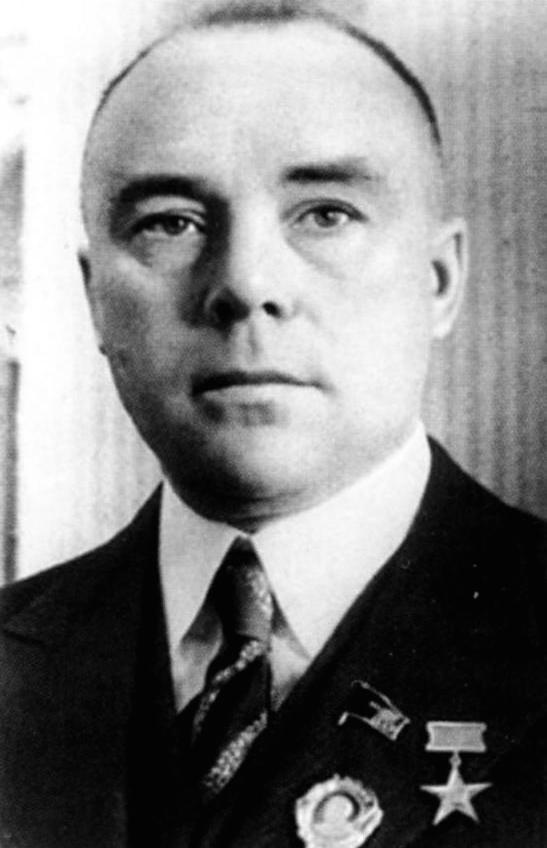
니콜라이 폴리카르포프

니콜라이 니콜라예비치 폴리카르포프(러시아어: Николай Николаевич Поликарпов, 1892년 7월 8일 ~ 1944년 7월 30일)는 소련의 항공 공학자, 항공기 설계자이다. 1930년대부터 제2차 세계 대전 초반까지 활약한 I-15, I-16을 비롯한 소련의 전투기를 설계한 것으로 유명하다.

## 생애
오룔주 리브니 인근에 위치한 게오르기옙스코예 마을에서 러시아 정교회 사제의 아들로 태어났다. 어린 시절에는 신학교에 재학했지만 1911년에 국립 상트페테르부르크 폴리테크닉 대학교로 전학했다. 1916년에 대학교를 졸업하고 러시아 발트 캐리지 공장에서 이고르 시코르스키 밑에서 제조부장을 맡았다. 러시아 혁명 이후에도 러시아에 머무르면서 둑스 항공기 공장의 기술 책임자를 맡았고 1920년대 소련의 항공기 개발의 책임자 역할을 맡았다.
1928년 소련에서 진행된 실험적인 항공기 개발의 5개년 계획에 따라 I-6 전투기를 설계했지만 실패했고 1929년 10월에 450명 정도에 달하는 항공기 설계자들, 기술자들과 함께 체포되었다. 폴리카르포프는 사형 판결을 받았지만 2개월 후에 부티르카 수용소 내에 설치된 국가정치보위총국 특별 설계사로 옮겨졌고 10년 동안 강제 노동으로 감형되었다. 1931년 I-5 전투기 설계가 성공하면서 설계자 그룹은 석방되었다.
폴리카르포프는 석방 이후에 I-15, I-16 전투기 설계를 맡았다. 1940년 폴리카르포프 설계국은 해체되었고 미그 설계국 등에 인계되었다. 폴리카르포프는 1943년에 모스크바 항공 연구소 교수로 임명되었다. 1940년에는 사회주의 노동영웅, 1941년, 1943년에는 스탈린상을 수상했다. 1944년 7월 30일에 위암으로 사망했으며 모스크바에 위치한 노보데비치 묘지에 안장되었다.